# Sontje Hansen
	Misjonne Juniffer Naigelino (Sontje) Hansen (Hoorn, 18 mei 2002) is een Nederlands-Curaçaos voetballer die bij voorkeur als aanvaller speelt. Hij verruilde N.E.C. in de zomer van 2025 voor Middlesbrough.

## Clubcarrière

### Ajax
Sontje Hansen speelde in de jeugd van HSV Sport 1889, Zwaluwen '30 en SV Always Forward voordat hij in 2013 in de jeugdopleiding van Ajax terecht kwam. Daar tekende in hij in mei 2018 zijn eerste contract, waarmee hij tot medio 2021 werd vastgelegd bij Ajax.
In het seizoen 2019/2020 speelde hij voor Ajax Onder 19. Op 13 december 2019 maakte hij zijn debuut voor Jong Ajax in het betaald voetbal. Hij had een basisplaats in het duel met SC Cambuur en maakte meteen zijn eerste goal. Een week later, op 18 december, maakte hij zijn debuut voor de hoofdmacht van Ajax toen hij in de bekerwedstrijd tegen Telstar in de 88ste minuut invalt. Weer vier dagen later debuteert Hansen in de Eredivisie. In het thuisduel met ADO Den Haag (6-1) vervangt hij in de 79ste minuut Jurgen Ekkelenkamp. Dat seizoen volgden geen verdere optredens in de Eredivisie. Hij was dat seizoen in acht wedstrijden goed voor twee goals en drie assists.
In seizoen 2020/2021 speelde hij opnieuw voor Jong Ajax. Hij miste de eerste vijf wedstrijden van het seizoen maar kwam daarna in 28 van de 33 resterende wedstrijden in actie. Daarin was hij goed voor drie doelpunten en vijf assists. In de eerste helft van het seizoen 2021/2022 stond hij bijna twee maanden aan de kant door een knieblessure. Hij had daarna moeite om op zijn oude niveau te komen en kwam maar tot drie goals en twee assists in 23 wedstrijden.
Op 22 augustus 2022 scoorde hij tweemaal en gaf hij één assist tegen De Graafschap in een 5-1 overwinning. Hij kwam echter in het restant van het seizoen nog tot maar twee goals. In 84 wedstrijden bij Jong Ajax kwam hij uiteindelijk tot dertien doelpunten en dertien assists.

### N.E.C.
In de zomer van 2023 tekende Hansen transfervrij bij N.E.C. Hij kreeg daar een contract voor vier seizoenen tot de zomer van 2027 en ging met rugnummer 10 voetballen. In de openingswedstrijd tegen SBV Excelsior (3-4 nederlaag) maakte hij meteen zijn eerste goal voor de club, in zijn debuut. Op 15 december was hij tegen Fortuna Sittard goed voor een doelpunt en een assist. Op 7 april 2024 scoorde hij als invaller twee doelpunten en gaf hij één assist in de met 0-3 gewonnen Gelderse derby tegen Vitesse. Op 21 april viel hij in tijdens de bekerfinale tegen Feyenoord, dat met 0-1 won. 
Op 28 september was hij goed voor een doelpunt, waarmee datzelfde Feyenoord op 1-1 bleef steken tegen N.E.C. Op 24 november viel hij op tegen FC Utrecht door een doelpunt te maken dat begon bij een corner van de tegenpartij: Hansen stak vervolgens het hele veld over en passeerde de doelman. Op 11 mei was hij trefzeker tegen zijn oude club Ajax in de eerste overwinning ooit van N.E.C. in Amsterdam. Het was bovendien het begin van het einde voor de titelaspiraties van Ajax, die eerder die dag nog kampioen leken te worden, maar het daarna nog helemaal uit handen gaven. 
In de zomer van 2025 hadden veel buitenlandse clubs interesse in Hansen. Bovendien was hij onder nieuwe trainer Dick Schreuder niet langer een basisspeler. In de seizoensopener tegen Excelsior begon hij met Sami Ouaissa en Başar Önal. Een paar dagen later kondigde N.E.C. het vertrek van Hansen. De buitenspeler kwam in totaal tot 72 wedstrijden voor N.E.C., waarin hij goed was voor dertien goals en negen assists. 

### Middlesbrough
Op 13 augustus maakte N.E.C. dat het Hansen voor 3,5 miljoen plus eventuele bonussen had verkocht aan Championship-club Middlesbrough. Ook had N.E.C. een doorverkooppercentage bedongen. Hij tekende in Engeland een contract voor vier seizoenen tot de zomer van 2029. Hij maakte drie dagen later tegen Millwall zijn debuut met een 3-0 overwinning. 

## Clubstatistieken
| Seizoen         | Club            | Competitie      | Competitie | Competitie | Beker | Beker | Overig | Overig | Totaal | Totaal |
| Seizoen         | Club            | Competitie      | Wed.       | Dlp.       | Wed.  | Dlp.  | Wed.   | Dlp.   | Wed.   | Dlp.   |
| --------------- | --------------- | --------------- | ---------- | ---------- | ----- | ----- | ------ | ------ | ------ | ------ |
| 2019/20         | AFC Ajax        | Eredivisie      | 1          | 0          | 1     | 0     | –      | –      | 2      | 0      |
| 2019/20         | Jong Ajax       | Eerste divisie  | 10         | 3          | 0     | 0     | –      | –      | 10     | 3      |
| 2020/21         | Jong Ajax       | Eerste divisie  | 28         | 3          | 0     | 0     | –      | –      | 28     | 3      |
| 2021/22         | Jong Ajax       | Eerste divisie  | 23         | 3          | 0     | 0     | –      | –      | 23     | 3      |
| 2022/23         | Jong Ajax       | Eerste divisie  | 23         | 4          | 0     | 0     | –      | –      | 23     | 4      |
| 2023/24         | N.E.C.          | Eredivisie      | 33         | 6          | 5     | 0     | –      | –      | 38     | 6      |
| 2024/25         | N.E.C.          | Eredivisie      | 31         | 6          | 2     | 1     | 1      | 0      | 34     | 7      |
| 2025/26         | Middlesbrough   | Championship    | 1          | 0          | 0     | 0     | 0      | 0      | 1      | 0      |
| Senioren totaal | Senioren totaal | Senioren totaal | 150        | 25         | 8     | 1     | 1      | 0      | 159    | 26     |

Bijgewerkt op 20 augustus 2025.

## Internationaal
Hansen speelt sinds februari 2017 voor de jeugdelftallen van Oranje. In mei 2019 werd het Europees kampioen met Oranje onder 17. Eind 2019 werd hij met zes treffers topscorer van het Wereldkampioenschap Onder-17.
Voor Oranje onder 17 scoorde hij dertien keer in 24 wedstrijden. Alleen Daishawn Redan (20) en Brian Brobbey (16) scoorden vaker voor Oranje onder 17. Hij speelde verder voor de elftallen onder 15, onder 16 en onder 18. Hij maakte op 8 september 2023 met een assist op ploeggenoot Dirk Proper zijn debuut voor Jong Oranje tegen Jong Moldavië (3-0).

1 Dieng ·
2 Smith ·
3 Van den Berg ·
4 Barlaser ·
5 Clarke ·
6 Fry ·
7 Hackney ·
8 McGree ·
9 Latte Lath ·
10 Burgzorg ·
11 Jones ·
12 Ayling ·
13 Hoppe ·
14 Gilbert ·
15 Dijksteel ·
16 Howson  ·
17 Hamilton ·
18 Morris ·
20 Azaz ·
21 Forss ·
22 Conway ·
23 Glover ·
24 Bangura ·
25 Edmundson ·
26 Lenihan ·
27 Engel ·
30 Borges ·
31 Brynn ·
37 McCormick ·
40 Cartwright ·
43 Lennon ·
49 McCabe ·
50 Doak ·
Coach: Carrick
· Assistent-coach: Woodgate